# Daniel Ricciardo
Daniel Joseph Ricciardo (ur. 1 lipca 1989 w Perth) – australijski kierowca wyścigowy, kierowca mistrzostw świata Formuły 1 w latach 2011-2024. W sezonie 2024 kierowca Racing Bulls, zwycięzca ośmiu wyścigów Formuły 1,dwukrotny II wicemistrz Formuły 1 (2014, 2016), mistrz Brytyjskiej Formuły 3 (2009). W swojej karierze jeździł dla zespołów Red Bull Racing, Renault F1, McLaren.

## Życiorys

### Początki kariery
Ricciardo rozpoczął karierę w 2000 roku, od startów w kartingu. Po jej zakończeniu postanowił rozpocząć poważną karierę wyścigową, debiutując w Zachodnioaustralijskiej Formule Ford w 2005 roku. W ciągu trzech wyścigów zgromadził 74 punkty, dzięki czemu został sklasyfikowany na 8. miejscu.
W kolejnym sezonie przeniósł się do Azjatyckiej Formuły BMW, gdzie zajął 3. miejsce w końcowej klasyfikacji. Wziął udział również w dwóch wyścigach amerykańskiego cyklu, podczas których uzyskał łącznie trzy punkty, zajmując ostatecznie 20. pozycję. Na koniec sezonu Australijczyk wystartował w Światowym Finale BMW, który zakończył na 5. pozycji.

### Formuła Renault
W 2007 roku przeniósł się do Włoskiej Formuły Renault. W klasyfikacji generalnej zajął 6. pozycję, zdobywając 196 punktów. Wziął udział również w dwóch rundach europejskiego cyklu.
W 2008 roku dzielił starty między Europejską a Południowoeuropejską Formułą Renault, w zespole SG Formula. Sezon ten okazał się przełomowy w karierze Australijczyka, gdyż zdobył niemalże dwa tytuły mistrzowskie (w europejskiej edycji nieznacznie uległ Finowi, Valtteri Bottassowi). Oprócz tego gościnnie wystąpił w jednej rundzie Formuły 3 Euroseries (nie był liczony do klasyfikacji końcowej). W pierwszym wyścigu dojechał na szóstym, natomiast w drugim na piętnastym miejscu.

### Formuła 3
W sezonie 2009 roku awansował do Brytyjskiej Formuły 3. W zespole Carlin Motorsport zdominował pierwszy weekend cyklu, a dzięki równej i konsekwentnej jeździe przez cały sezon, zdobył tytuł mistrzowski na rundę przed zakończeniem rywalizacji. W ciągu sezonu trzynastokrotnie stanął na podium, z czego siedem razy na najwyższym stopniu. Z tą samą ekipą wziął też udział w prestiżowym wyścigu o Grand Prix Makau. Wyścigu nie udało mu się jednak ukończyć. Gościnnie wystąpił również w jednej rundzie Formuły Renault 3.5. We francuskim zespole Tech 1 Racing pierwszego z wyścigów nie ukończył, natomiast w drugim zajął piętnastą pozycję.

### Formuła Renault 3.5

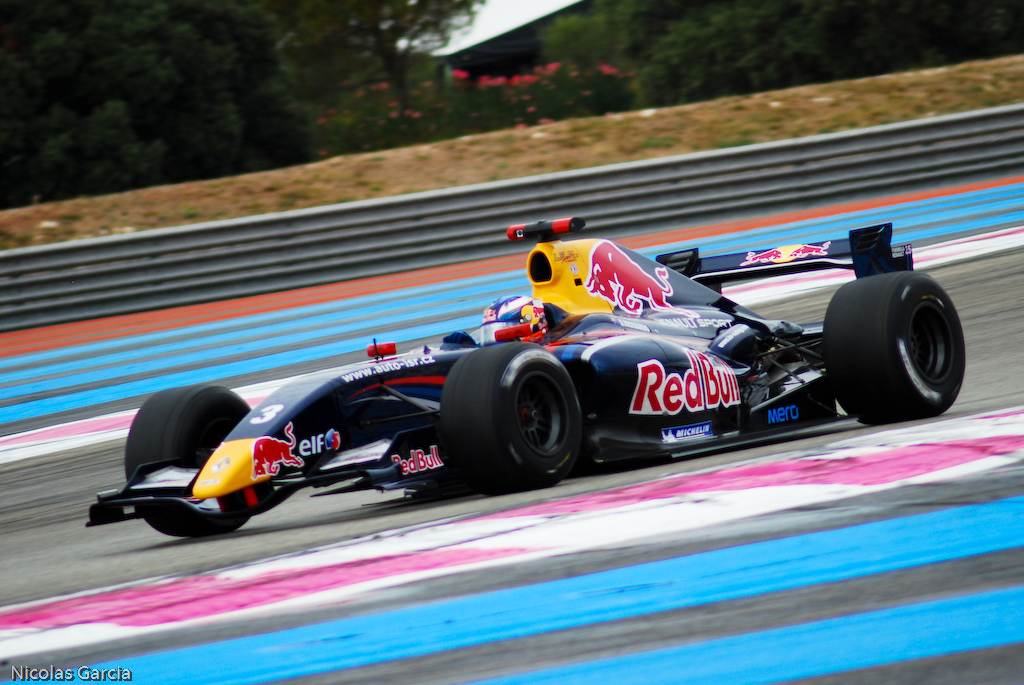
Daniel Ricciardo podczas wyścigu Formuły Renault 3.5 na torze Circuit Paul Ricard (2011)

W 2010 roku podpisał kontrakt z zespołem Tech 1 Racing, na udział w pełnym sezonie Formuły Renault 3.5. Ricciardo do ostatniego wyścigu walczył o tytuł mistrzowski, jednak ostatecznie mistrzostwo przegrał dwoma punktami z Rosjaninem Michaiłem Aloszynem. W przedostatniej rundzie sezonu na hiszpańskim torze Circuit de Catalunya, po zdominowaniu wyścigu, zrównał się punktami z Rosjaninem. Dzień później Australijczyk przegrał jednak walkę z Aloszynem, ostatecznie zajmując czwartą w wyścigu (przy trzeciej Michaiła) i drugą lokatę w klasyfikacji generalnej mistrzostw. Australijczyk ośmiokrotnie znalazł się na podium, z czego czterokrotnie na najwyższym stopniu.
W kolejnym sezonie Ricciardo ponownie brał udział w serii (w zespole ISR), pomimo zaangażowania w Formułę 1 (był kierowcą testowym Scuderia Toro Rosso, by potem zostać etatowym zawodnikiem zespołu HRT F1 Team). Starty te miały na celu umożliwić Australijczykowi utrzymać formę i uniemożliwić odzwyczajenie od warunków wyścigowych. Rola kierowcy rezerwowego była jednak priorytetową funkcją, dlatego też Ricciardo nie wziął udziału w pierwszej i ostatniej rundzie sezonu, które kolidowały z weekendem Grand Prix (zastąpił go Brytyjczyk Lewis Williamson). W ciągu trzynastu wyścigów Ricciardo sześciokrotnie znalazł się na podium, odnosząc przy tym jedno zwycięstwo, na ulicznym torze Monte Carlo. Junior Red Bulla zwyciężył także w drugim wyścigu na torze Monza (startował z pole position), po nałożeniu kary na Jean-Érica Vergne'a. Po apelacji zespołu Francuz odzyskał jednak wygraną, natomiast Ricciardo uzyskał na pierwotnie zajęte przez niego drugie miejsce. Ostatecznie w klasyfikacji generalnej uplasował się na 5. pozycji.

### Formuła 1

#### 2010–2013: Red Bull i Toro Rosso

##### 2010
Od sezonu 2010, Ricciardo, będąc juniorskim kierowcą Red Bulla, pełni funkcję kierowcy testowego i rezerwowego austriackiego zespołu Red Bull Racing oraz włoskiego Scuderii Toro Rosso.

##### 2011

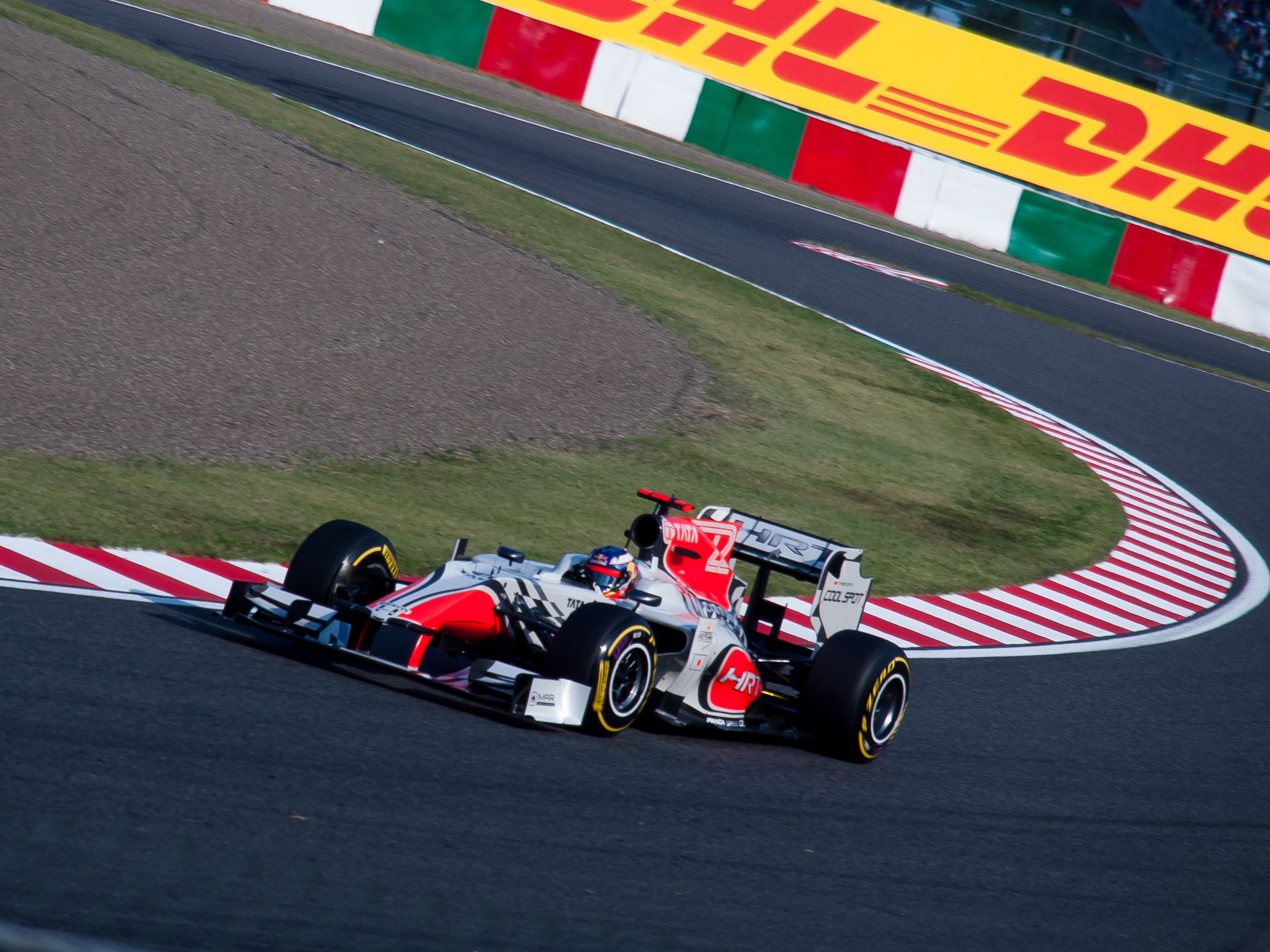
Daniel Ricciardo podczas Grand Prix Japonii w bolidzie HRT F111 (2011)

W sezonie 2011 został kierowcą testowym i piątkowym zespołu Scuderia Toro Rosso. 
30 czerwca 2011 roku, Ricciardo potwierdził swoje starty w Formule 1 w sezonie 2011 od Grand Prix Wielkiej Brytanii w zespole Hispania Racing F1 Team zastępując tym samym Naraina Karthikeyana.
W kwalifikacjach do debiutanckiego wyścigu zajął ostatnie, 24. miejsce. W wyścigu zaś uplasował się na 19. pozycji tracąc do lidera 3 okrążenia.
24 lipca, do wyścigu o Grand Prix Niemiec wystartował z 22. pozycji startowej. Linię mety zaś przekroczył jako 19. tracąc do zwycięzcy wyścigu 3 okrążenia.
1 października 2011 dokonał pokazów bolidu Red Bull RB7 na bulwarze Rajpath w Indiach (było to dozwolone w ramach testów na prostej).

##### 2012
14 grudnia 2011 został potwierdzony jako kierowca etatowy Scuderii Toro Rosso na sezon 2012. Zespół Toro Rosso nie przynosił nadziei na wysokie osiągnięcia w wyścigach. Jednak Ricciardo, podobnie jak jego zespołowy kierowca Jean-Éric Vergne liczył na zatrudnienie w przyszłości w roli kierowcy wyścigowego w zespole Mistrzów Świata konstruktorów – Red Bull Racing. W ciągu sezonu Australijczyk walczył w poszczególnych wyścigach o punkty. Zdobywał je sześciokrotnie w łącznej sumie dziesięciu punktów. Został sklasyfikowany na osiemnastej pozycji w klasyfikacji generalnej, tuż za swoim kolegą z zespołu.

##### 2013
Na sezon 2013 ekipa Scuderia Toro Rosso przedłużyła kontrakty ze swoimi kierowcami. Tym razem jednak, szczególnie w drugiej części sezonu, Ricciardo spisywał się lepiej od Vergne'a. Siedmiokrotnie zdobywał punkty. Dwukrotnie (w Chinach i Włoszech) były to zdobycze sześciopunktowe. Australijczyk dwukrotnie poprawił swój dorobek punktowy z poprzedniego sezonu. Ukończył sezon na czternastym miejscu w klasyfikacji generalnej.

#### Red Bull (2014–2018)

##### 2014

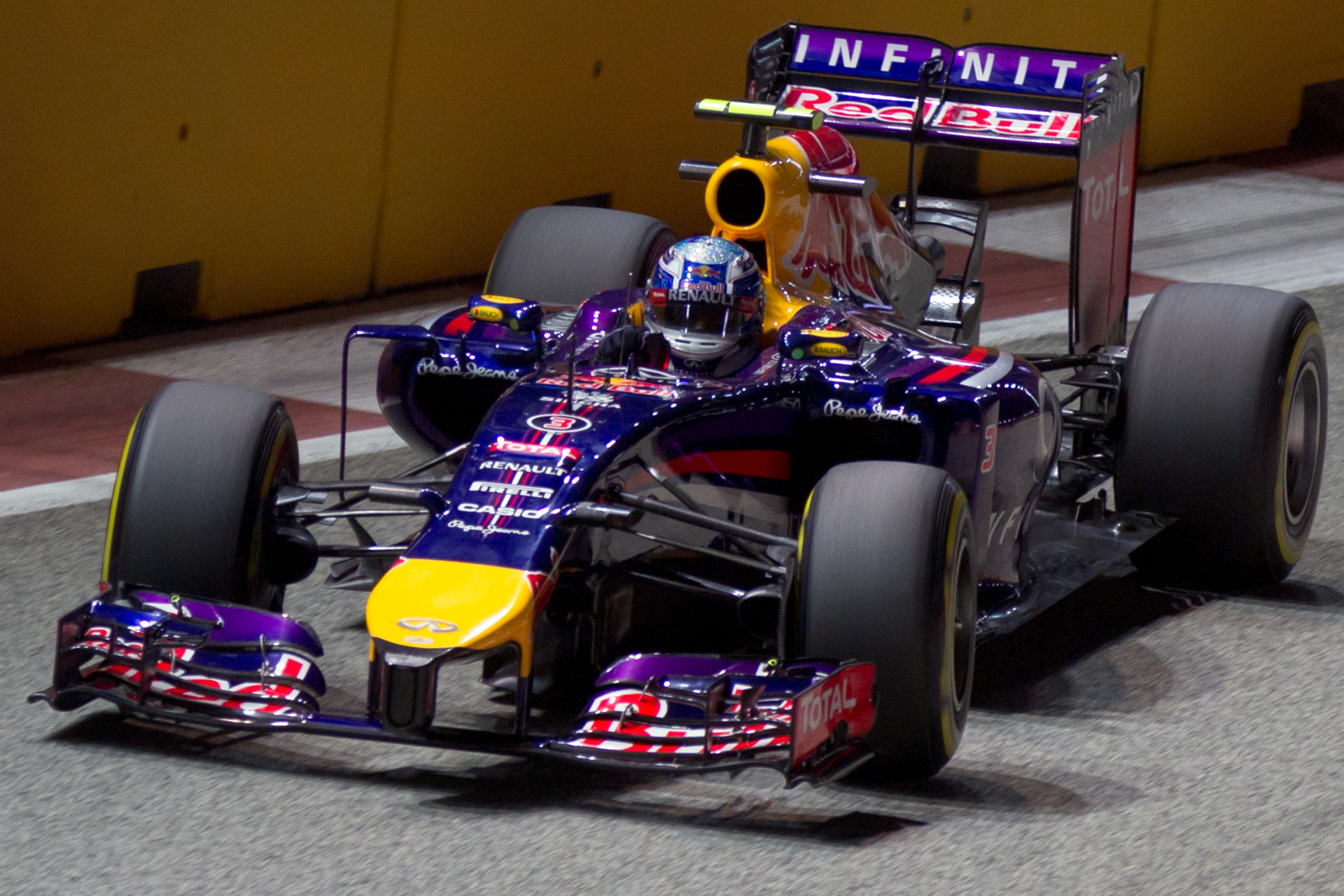
Daniel Ricciardo podczas Grand Prix Singapuru w bolidzie Red Bull RB10 (2014)

W połowie sezonu 2013 kierowca Red Bull Racing Mark Webber ogłosił odejście z Formuły 1 po zakończeniu sezonu. W związku z tym kandydatem do jego zastąpienia stał się jeden z kierowców Scuderii Toro Rosso. 2 września 2013 ogłoszono wybór Daniela Ricciardo.
Po zmianie regulaminu silników zespół Red Bull Racing stracił rolę dominatora w Formule 1. Jednak już w pierwszym wyścigu sezonu, w swoim domowym Grand Prix Australijczyk wykręcił drugi czas w kwalifikacjach, przegrywając jedynie z Lewisem Hamiltonem.  Na starcie wyścigu Ricciardo stracił pozycję na rzecz Rosberga, lecz po awarii silnika w bolidzie Hamiltona utrzymał drugą pozycję. Tę pozycję utrzymał do mety i ku radości miejscowych kibiców, po raz pierwszy stanął na podium. Jednak po wyścigu ogłoszono jego dyskwalifikację ze względu na przekraczanie dopuszczalnego limitu przepływu paliwa, ustalonego na 100 kg/h. W kolejnych wyścigach Ricciardo (poza dwoma wyścigami) regularnie zdobywał punkty. Ponadto zarówno w kwalifikacjach, jak i w wyścigach pokonywał swojego kolegę zespołowego – czterokrotnego mistrza świata Sebastiana Vettela. W wyścigu o Grand Prix Hiszpanii po raz pierwszy (po dyskwalifikacji w Australii) stanął na podium, plasując się na trzeciej pozycji. Sukces ten powtórzył w Monako. Jego sukcesy w obu wyścigach ucieszyły się ogromną rzeszę fanów, których zdołał sobie zjednać pogodnym usposobieniem i uśmiechem na twarzy. Jednak pierwszy duży sukces odniósł w Kanadzie, gdzie doskonale wykorzystał problemy Mercedesa z bolidem. Zdołał się przebić z szóstego miejsca do czołówki i po udanych manewrach wyprzedzania objął prowadzenie, które utrzymał do mety. Odniósł pierwsze zwycięstwo w karierze oraz jako pierwszy przełamał zwycięską passę Mercedesa. Do końca sezonu nikt inny nie zdołał powtórzyć tego wyczynu. Jeśli nie zwyciężał kierowca Mercedesa, to wygrywał Ricciardo. Zrobił to jeszcze dwukrotnie – na Węgrzech i w Belgii. Miejsca w pobliżu podium w pozostałych wyścigach sprawiły, że długo liczył się w walce o mistrzowski tytuł. Jednak ostatecznie z dorobkiem 238 punktów został sklasyfikowany na trzeciej pozycji w klasyfikacji generalnej.

##### 2018
Ricciardo rozpoczął sezon na 4. miejscu w Australii startując z 8 pozycji. Z powodu awarii układu elektrycznego nie ukończył GP Bahrajnu. Po starcie z 6 pozycji wygrał GP Chin z przewagą prawie 9 sekund. Podczas walki o 4. miejsce w Azerbejdżanie doszło do kontaktu z jego partnerem zespołowym Maxem Verstappenem, przez co obaj kierowcy nie ukończyli wyścigu. W Hiszpanii ukończył na 5. miejscu ustanawiając najszybsze okrążenie wyścigu. W Monako Ricciardo zajmował 1. miejsce podczas wszystkich trzech treningów, za każdym razem poprawiając rekord okrążenia. Podczas kwalifikacji zdobył swoje drugie w Monako Pole Position i kolejny raz ustanowił rekord okrążenia. Pomimo awarii MGU-K udało mu się wygrać Grand Prix Monako. Była to jego pierwsza wygrana GP Monako oraz pierwsze zwycięstwo po zdobyciu Pole Position. Monako był ostatnim Grand Prix sezonu w którym Ricciardo zdobył podium. W kolejnych wyścigach został kierowcą, który nie ukończył największej liczby wyścigów (łącznie 8). Ustanowił najszybsze okrążenia w Australii, Chinach, Hiszpanii i na Węgrzech. Zakończył sezon na 6 pozycji w klasyfikacji kierowców, zdobywając łącznie 170 punktów.

#### Renault (2019–2020)
W sierpniu 2018 roku ogłoszono, że Ricciardo podpisał 2-letni kontrakt z zespołem Renault. W zespole Red Bulla zastąpi go Pierre Gasly. Sezon 2019 ukończył na 9. miejscu, zdobywając 54 punkty. W maju 2020 poinformowano, że opuści on zespół Renault F1 i przeniesie się do brytyjskiego zespołu McLaren F1 w sezonie 2021. Zastąpi on odchodzącego Carlosa Sainza Jr, który w sezonie 2021 będzie reprezentować Scuderia Ferrari.

#### McLaren (2021-2022)

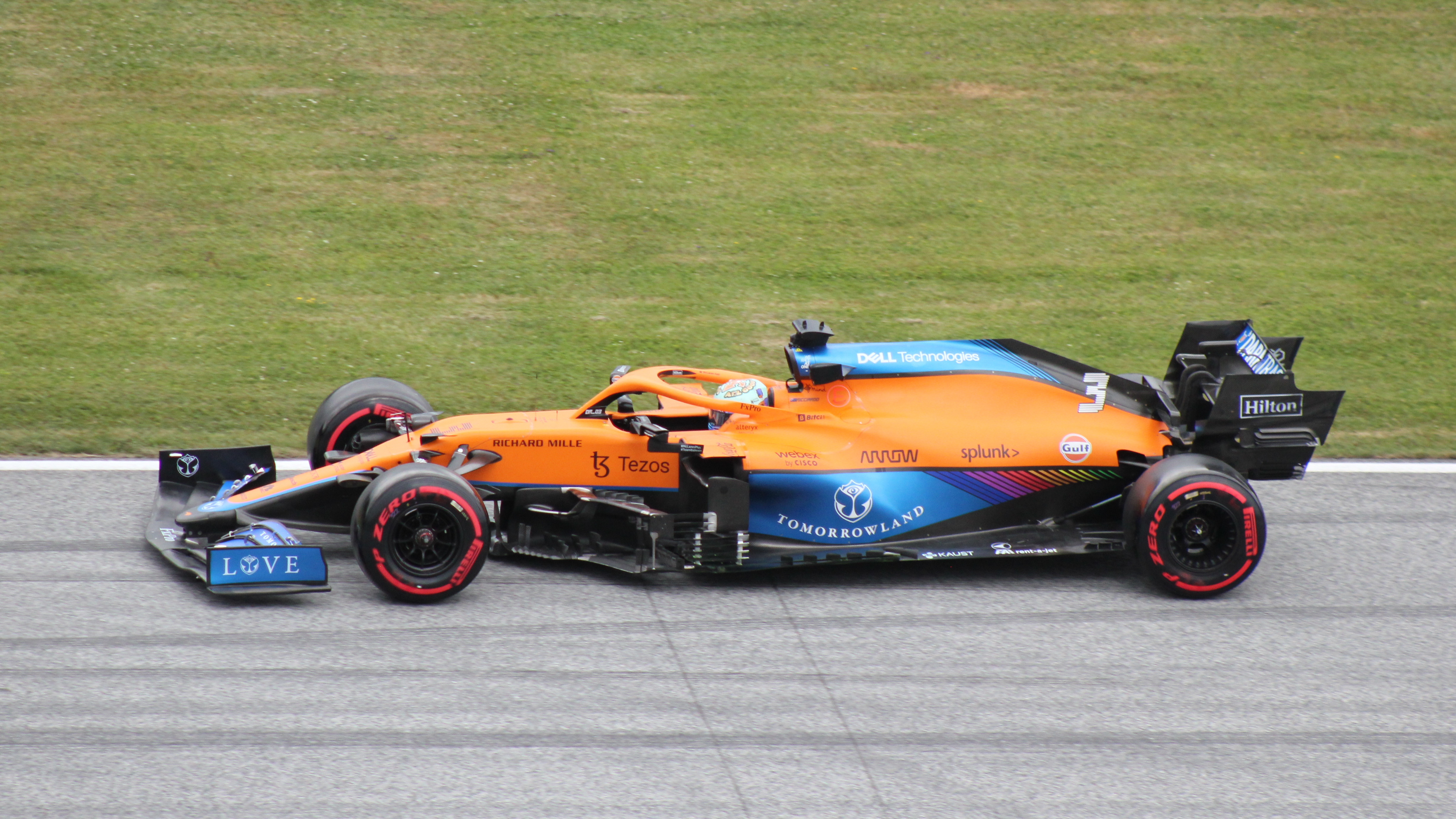
Daniel Ricciardo podczas GP Austrii w bolidzie McLaren MC35M(2021)

Po dwóch latach w zespole Renault, Daniel Ricciardo dołączył do zespołu McLaren na sezon 2021, tym samym zastępuje miejsce Carlosa Sainza Jr., który przeszedł do zespołu Ferrari. Jego partnerem na rok 2021 został Lando Norris. W tym sezonie wygrał Grand Prix Włoch na torze Monza, a jego kolega z zespołu stanął na drugim miejscu. 8 października 2022 roku ogłosił, że nie będzie brał udziału w wyścigach w F1 w sezonie 2023.
Red Bull i AlphaTauri (2023-2024)
Po dwóch latach w zespole McLaren, Daniel Ricciardo dołączył ponownie do zespołu Red Bull jako kierowca rezerwowy. Wraz z zespołem odbył testy opon na torze Silverstone, tuż po Grand Prix Wielkiej Brytanii. Słabnąca forma Nyck de Vries w sezonie 2023 oraz dobra dyspozycja Ricciardo w testach spowodowały, iż przed Grand Prix Węgier Australijczyk zajął miejsce de Vriesa w zespole AlphaTauri powracając do niego po ponad dekadzie. Podczas treningu do Grand Prix Holandii nabawił się kontuzji i na sześć wyścigów musiał zastąpić go Liam Lawson. Wrócił na Grand Prix Miasta Meksyk, gdzie po starcie z czwartej pozycji zajął siódme miejsce. Były to jego jedyne punkty w tym sezonie.  
W sezonie 2024 po Grand Prix Singapuru jego miejsce zajął Liam Lawson.  

## Wyniki
| Legenda oznaczeń w tabelach wyników Wyświetl szablon na nowej stronie | Legenda oznaczeń w tabelach wyników Wyświetl szablon na nowej stronie                                                                     |
| Oznaczenie                                                            | Wyjaśnienie |
| --------------------------------------------------------------------- | --- |
| Złoty                                                                 | Zwycięzca lub mistrzostwo |
| Srebrny                                                               | 2. miejsce lub wicemistrzostwo |
| Brązowy                                                               | 3. miejsce lub II wicemistrzostwo |
| Zielony                                                               | Ukończył, punktował (w klasyfikacji generalnej, gdy zdobył co najmniej jeden punkt na przestrzeni sezonu, poza trzema powyższymi opcjami) |
| Niebieski                                                             | Ukończył, nie punktował (w klasyfikacji generalnej, gdy nie zdobył co najmniej jednego punktu na przestrzeni sezonu)                      |
| Czerwony                                                              | Nie zakwalifikował się (NZ) |
| Czerwony                                                              | Nie prekwalifikował się (NPK) |
| Różowy                                                                | Nie ukończył (NU) |
| Różowy                                                                | Niesklasyfikowany (NS) (w klasyfikacji generalnej, gdy nie został sklasyfikowany w żadnym wyścigu sezonu)                                 |
| Czarny                                                                | Zdyskwalifikowany (DK) |
| Czarny                                                                | Wykluczony (WYK/EX) |
| Biały                                                                 | Nie wystartował (NW) |
| Biały                                                                 | Kontuzjowany (K/INJ) |
| Biały                                                                 | Wyścig odwołany (OD/C) |
| Bez koloru                                                            | Został wycofany (WYC/WD) |
| Bez koloru                                                            | Nie przybył (NP/DNA) |
| Bez koloru                                                            | Nie brał udziału w treningach (NT/DNP) |
| Bez koloru                                                            | Nie został zgłoszony (–) |
| Pogrubienie                                                           | Start z pole position |
| Kursywa                                                               | Najszybsze okrążenie wyścigu |
| †                                                                     | Nie ukończył, ale jego rezultat został zaliczony ze względu na przejechanie więcej niż 90% dystansu wyścigu.                              |
| *                                                                     | Sezon w trakcie |
| 1/2/3                                                                 | Punktowana pozycja w sprincie |
| Lista systemów punktacji Formuły 1                                    | |

### Formuła Renault 3.5
| Rok  | Zespół        | Wyniki w poszczególnych eliminacjach | Wyniki w poszczególnych eliminacjach | Wyniki w poszczególnych eliminacjach | Wyniki w poszczególnych eliminacjach | Wyniki w poszczególnych eliminacjach | Wyniki w poszczególnych eliminacjach | Wyniki w poszczególnych eliminacjach | Wyniki w poszczególnych eliminacjach | Wyniki w poszczególnych eliminacjach | Wyniki w poszczególnych eliminacjach | Wyniki w poszczególnych eliminacjach | Wyniki w poszczególnych eliminacjach | Wyniki w poszczególnych eliminacjach | Wyniki w poszczególnych eliminacjach | Wyniki w poszczególnych eliminacjach | Wyniki w poszczególnych eliminacjach | Wyniki w poszczególnych eliminacjach | Punkty | Pozycja |
| ---- | ------------- | ------------------------------------ | ------------------------------------ | ------------------------------------ | ------------------------------------ | ------------------------------------ | ------------------------------------ | ------------------------------------ | ------------------------------------ | ------------------------------------ | ------------------------------------ | ------------------------------------ | ------------------------------------ | ------------------------------------ | ------------------------------------ | ------------------------------------ | ------------------------------------ | ------------------------------------ | ------ | ------- |
| 2009 | Tech 1 Racing | CAT                                  | CAT                                  | BEL                                  | BEL                                  | MON                                  | HUN                                  | HUN                                  | GBR                                  | GBR                                  | FRA                                  | FRA                                  | PRT                                  | PRT                                  | DEU                                  | DEU                                  | ARA                                  | ARA                                  | 0      | 34      |
| 2009 | Tech 1 Racing | –                                    | –                                    | –                                    | –                                    | –                                    | –                                    | –                                    | –                                    | –                                    | –                                    | –                                    | NU                                   | 15                                   | –                                    | –                                    | –                                    | –                                    | 0      | 34      |
| 2010 | Tech 1 Racing | ARA                                  | ARA                                  | BEL                                  | BEL                                  | MON                                  | CZE                                  | CZE                                  | FRA                                  | FRA                                  | HUN                                  | HUN                                  | DEU                                  | DEU                                  | GBR                                  | GBR                                  | CAT                                  | CAT                                  | 136    | 2       |
| 2010 | Tech 1 Racing | 3                                    | 2                                    | 13                                   | 5                                    | 1                                    | 12                                   | 5                                    | 6                                    | 2                                    | 1                                    | 6                                    | 1                                    | 11                                   | NU                                   | 2                                    | 1                                    | 4                                    | 136    | 2       |
| 2011 | ISR           | ARA                                  | ARA                                  | BEL                                  | BEL                                  | ITA                                  | ITA                                  | MON                                  | DEU                                  | DEU                                  | HUN                                  | HUN                                  | GBR                                  | GBR                                  | FRA                                  | FRA                                  | CAT                                  | CAT                                  | 144    | 5       |
| 2011 | ISR           | –                                    | –                                    | 10                                   | 9                                    | 6                                    | 1                                    | 1                                    | 2                                    | 5                                    | NW                                   | 12                                   | 2                                    | 2                                    | 6                                    | 2                                    | –                                    | –                                    | 144    | 5       |

### Formuła 1
| Rok  | Zespół                       | Samochód              | Silnik                         | Wyniki w poszczególnych eliminacjach | Wyniki w poszczególnych eliminacjach | Wyniki w poszczególnych eliminacjach | Wyniki w poszczególnych eliminacjach | Wyniki w poszczególnych eliminacjach | Wyniki w poszczególnych eliminacjach | Wyniki w poszczególnych eliminacjach | Wyniki w poszczególnych eliminacjach | Wyniki w poszczególnych eliminacjach | Wyniki w poszczególnych eliminacjach | Wyniki w poszczególnych eliminacjach | Wyniki w poszczególnych eliminacjach | Wyniki w poszczególnych eliminacjach | Wyniki w poszczególnych eliminacjach | Wyniki w poszczególnych eliminacjach | Wyniki w poszczególnych eliminacjach | Wyniki w poszczególnych eliminacjach | Wyniki w poszczególnych eliminacjach | Wyniki w poszczególnych eliminacjach | Wyniki w poszczególnych eliminacjach | Wyniki w poszczególnych eliminacjach | Wyniki w poszczególnych eliminacjach | Wyniki w poszczególnych eliminacjach | Wyniki w poszczególnych eliminacjach | Punkty | Pozycja |
| ---- | ---------------------------- | --------------------- | ------------------------------ | ------------------------------------ | ------------------------------------ | ------------------------------------ | ------------------------------------ | ------------------------------------ | ------------------------------------ | ------------------------------------ | ------------------------------------ | ------------------------------------ | ------------------------------------ | ------------------------------------ | ------------------------------------ | ------------------------------------ | ------------------------------------ | ------------------------------------ | ------------------------------------ | ------------------------------------ | ------------------------------------ | ------------------------------------ | ------------------------------------ | ------------------------------------ | ------------------------------------ | ------------------------------------ | ------------------------------------ | ------ | ------- |
| 2011 | Hispania Racing F1 Team      | HRT F111              | Cosworth CA2011 2.4 V8         | AUS                                  | MAL                                  | CHN                                  | TUR                                  | ESP                                  | MON                                  | KAN                                  | EUR                                  | GBR                                  | DEU                                  | HUN                                  | BEL                                  | ITA                                  | SIN                                  | JPN                                  | KOR                                  | IND                                  | ABU                                  | BRA                                  |                                      |                                      |                                      |                                      |                                      | 0      | 27      |
| 2011 | Hispania Racing F1 Team      | HRT F111              | Cosworth CA2011 2.4 V8         | –                                    | –                                    | –                                    | –                                    | –                                    | –                                    | –                                    | –                                    | 19                                   | 19                                   | 18                                   | NU                                   | NU                                   | 19                                   | 22                                   | 19                                   | 18                                   | NU                                   | 20                                   |                                      |                                      |                                      |                                      |                                      | 0      | 27      |
| 2012 | Scuderia Toro Rosso          | Toro Rosso STR7       | Ferrari Tipo 056 2.4 V8        | AUS                                  | MAL                                  | CHN                                  | BHR                                  | ESP                                  | MON                                  | KAN                                  | EUR                                  | GBR                                  | DEU                                  | HUN                                  | BEL                                  | ITA                                  | SIN                                  | JPN                                  | KOR                                  | IND                                  | ABU                                  | USA                                  | BRA                                  |                                      |                                      |                                      |                                      | 10     | 18      |
| 2012 | Scuderia Toro Rosso          | Toro Rosso STR7       | Ferrari Tipo 056 2.4 V8        | 9                                    | 12                                   | 17                                   | 15                                   | 13                                   | NU                                   | 14                                   | 11                                   | 13                                   | 13                                   | 15                                   | 9                                    | 12                                   | 9                                    | 10                                   | 9                                    | 13                                   | 10                                   | 12                                   | 13                                   |                                      |                                      |                                      |                                      | 10     | 18      |
| 2013 | Scuderia Toro Rosso          | Toro Rosso STR8       | Ferrari Tipo 056 2.4 V8        | AUS                                  | MAL                                  | CHN                                  | BHR                                  | ESP                                  | MON                                  | KAN                                  | GBR                                  | DEU                                  | HUN                                  | BEL                                  | ITA                                  | SIN                                  | KOR                                  | JPN                                  | IND                                  | ABU                                  | USA                                  | BRA                                  |                                      |                                      |                                      |                                      |                                      | 20     | 14      |
| 2013 | Scuderia Toro Rosso          | Toro Rosso STR8       | Ferrari Tipo 056 2.4 V8        | NU                                   | 18†                                  | 7                                    | 16                                   | 10                                   | NU                                   | 15                                   | 8                                    | 12                                   | 13                                   | 10                                   | 7                                    | NU                                   | 19†                                  | 13                                   | 10                                   | 16                                   | 11                                   | 10                                   |                                      |                                      |                                      |                                      |                                      | 20     | 14      |
| 2014 | Infiniti Red Bull Racing     | Red Bull RB10         | Renault Energy F1-2014 1.6T V6 | AUS                                  | MAL                                  | BHR                                  | CHN                                  | ESP                                  | MON                                  | KAN                                  | AUT                                  | GBR                                  | DEU                                  | HUN                                  | BEL                                  | ITA                                  | SIN                                  | JPN                                  | RUS                                  | USA                                  | BRA                                  | ABU                                  |                                      |                                      |                                      |                                      |                                      | 238    | 3       |
| 2014 | Infiniti Red Bull Racing     | Red Bull RB10         | Renault Energy F1-2014 1.6T V6 | DK                                   | NU                                   | 4                                    | 4                                    | 3                                    | 3                                    | 1                                    | 8                                    | 3                                    | 6                                    | 1                                    | 1                                    | 5                                    | 3                                    | 4                                    | 7                                    | 3                                    | NU                                   | 4                                    |                                      |                                      |                                      |                                      |                                      | 238    | 3       |
| 2015 | Infiniti Red Bull Racing     | Red Bull RB11         | Renault Energy F1-2015 1.6T V6 | AUS                                  | MAL                                  | CHN                                  | BHR                                  | ESP                                  | MON                                  | KAN                                  | AUT                                  | GBR                                  | HUN                                  | BEL                                  | ITA                                  | SIN                                  | JPN                                  | RUS                                  | USA                                  | MEX                                  | BRA                                  | ABU                                  |                                      |                                      |                                      |                                      |                                      | 92     | 8       |
| 2015 | Infiniti Red Bull Racing     | Red Bull RB11         | Renault Energy F1-2015 1.6T V6 | 6                                    | 10                                   | 9                                    | 6                                    | 7                                    | 5                                    | 13                                   | 10                                   | NU                                   | 3                                    | NU                                   | 8                                    | 2                                    | 15                                   | 15†                                  | 10                                   | 5                                    | 11                                   | 6                                    |                                      |                                      |                                      |                                      |                                      | 92     | 8       |
| 2016 | Red Bull Racing              | Red Bull RB12         | TAG Heuer 1.6 V6 t             | AUS                                  | BHR                                  | CHN                                  | RUS                                  | ESP                                  | MON                                  | KAN                                  | EUR                                  | AUT                                  | GBR                                  | HUN                                  | DEU                                  | BEL                                  | ITA                                  | SIN                                  | MAL                                  | JPN                                  | USA                                  | MEX                                  | BRA                                  | ABU                                  |                                      |                                      |                                      | 256    | 3       |
| 2016 | Red Bull Racing              | Red Bull RB12         | TAG Heuer 1.6 V6 t             | 4                                    | 4                                    | 4                                    | 11                                   | 4                                    | 2                                    | 7                                    | 7                                    | 5                                    | 4                                    | 3                                    | 2                                    | 2                                    | 5                                    | 2                                    | 1                                    | 6                                    | 3                                    | 3                                    | 8                                    | 5                                    |                                      |                                      |                                      | 256    | 3       |
| 2017 | Red Bull Racing              | Red Bull RB13         | TAG Heuer 1.6 V6 t             | AUS                                  | CHN                                  | BHR                                  | RUS                                  | ESP                                  | MON                                  | KAN                                  | AZE                                  | AUT                                  | GBR                                  | HUN                                  | BEL                                  | ITA                                  | SGP                                  | MAL                                  | JPN                                  | USA                                  | MEX                                  | BRA                                  | ABU                                  |                                      |                                      |                                      |                                      | 200    | 5       |
| 2017 | Red Bull Racing              | Red Bull RB13         | TAG Heuer 1.6 V6 t             | NU                                   | 4                                    | 5                                    | NU                                   | 3                                    | 3                                    | 3                                    | 1                                    | 3                                    | 5                                    | NU                                   | 3                                    | 4                                    | 2                                    | 3                                    | 3                                    | NU                                   | NU                                   | 6                                    | NU                                   |                                      |                                      |                                      |                                      | 200    | 5       |
| 2018 | Aston Martin Red Bull Racing | Red Bull RB14         | TAG Heuer RB14 1.6T V6         | Australia                            | Bahrajn                              |                                      | Azerbejdżan                          | Hiszpania                            | Monako                               | Kanada                               | Francja                              | Austria                              | Wielka Brytania                      | Niemcy                               | Węgry                                | Belgia                               | Włochy                               | Singapur                             | Rosja                                | Japonia                              | Stany Zjednoczone                    | Meksyk                               | Brazylia                             |                                      |                                      |                                      |                                      | 170    | 6       |
| 2018 | Aston Martin Red Bull Racing | Red Bull RB14         | TAG Heuer RB14 1.6T V6         | 4                                    | NU                                   | 1                                    | NU                                   | 5                                    | 1                                    | 4                                    | 4                                    | NU                                   | 5                                    | NU                                   | 4                                    | NU                                   | NU                                   | 6                                    | 6                                    | 4                                    | NU                                   | NU                                   | 4                                    | 4                                    |                                      |                                      |                                      | 170    | 6       |
| 2019 | Renault F1 Team              | Renault R.S.19        | Renault R.E.19 1.6 V6T         | Australia                            | Bahrajn                              |                                      | Azerbejdżan                          | Hiszpania                            | Monako                               | Kanada                               | Francja                              | Austria                              | Wielka Brytania                      | Niemcy                               | Węgry                                | Belgia                               | Włochy                               | Singapur                             | Rosja                                | Japonia                              | Meksyk                               | Stany Zjednoczone                    | Brazylia                             |                                      |                                      |                                      |                                      | 54     | 9       |
| 2019 | Renault F1 Team              | Renault R.S.19        | Renault R.E.19 1.6 V6T         | NU                                   | 18†                                  | 7                                    | NU                                   | 12                                   | 9                                    | 6                                    | 11                                   | 12                                   | 7                                    | NU                                   | 14                                   | 14                                   | 4                                    | 14                                   | NU                                   | DK                                   | 8                                    | 6                                    | 6                                    | 11                                   |                                      |                                      |                                      | 54     | 9       |
| 2020 | Renault F1 Team              | Renault R.S.20        | Renault R.E.20 1.6 V6T         | Austria                              |                                      | Węgry                                | Wielka Brytania                      | Wielka Brytania                      | Hiszpania                            | Belgia                               | Włochy                               | Toskania                             | Rosja                                | Niemcy                               | Portugalia                           | Emilia-Romania                       | Turcja                               | Bahrajn                              | Bahrajn                              |                                      |                                      |                                      |                                      |                                      |                                      |                                      |                                      | 119    | 5       |
| 2020 | Renault F1 Team              | Renault R.S.20        | Renault R.E.20 1.6 V6T         | NU                                   | 8                                    | 8                                    | 4                                    | 14                                   | 11                                   | 4                                    | 6                                    | 4                                    | 5                                    | 3                                    | 9                                    | 3                                    | 10                                   | 7                                    | 5                                    | 7                                    |                                      |                                      |                                      |                                      |                                      |                                      |                                      | 119    | 5       |
| 2021 | McLaren F1 Team              | McLaren MCL35M        | Mercedes-AMG F1 M12            | Bahrajn                              | Emilia-Romania                       | Portugalia                           | Hiszpania                            | Monako                               | Azerbejdżan                          | Francja                              |                                      | Austria                              | Wielka Brytania                      | Węgry                                | ‡                                    | Holandia                             | Włochy                               | Rosja                                | Turcja                               | Stany Zjednoczone                    | Meksyk                               |                                      | Katar                                | Arabia Saudyjska                     |                                      |                                      |                                      | 115    | 8       |
| 2021 | McLaren F1 Team              | McLaren MCL35M        | Mercedes-AMG F1 M12            | 7                                    | 6                                    | 9                                    | 6                                    | 12                                   | 9                                    | 6                                    | 13                                   | 7                                    | 5                                    | 11                                   | 4                                    | 11                                   | 13                                   | 4                                    | 13                                   | 5                                    | 12                                   | NU                                   | 12                                   | 5                                    | 12                                   |                                      |                                      | 115    | 8       |
| 2022 | McLaren F1 Team              | McLaren MCL36         | Mercedes-AMG F1 M13            | Bahrajn                              | Arabia Saudyjska                     | Australia                            | Emilia-Romania                       | Stany Zjednoczone                    | Hiszpania                            | Monako                               | Azerbejdżan                          | Kanada                               | Wielka Brytania                      | Austria                              | Francja                              | Węgry                                | Belgia                               | Holandia                             | Włochy                               | Singapur                             | Japonia                              | Stany Zjednoczone                    | Meksyk                               |                                      |                                      |                                      |                                      | 37     | 11      |
| 2022 | McLaren F1 Team              | McLaren MCL36         | Mercedes-AMG F1 M13            | 14                                   | NU                                   | 6                                    | 186                                  | 13                                   | 12                                   | 13                                   | 8                                    | 11                                   | 13                                   | 9                                    | 9                                    | 15                                   | 15                                   | 17                                   | NU                                   | 5                                    | 11                                   | 16                                   | 7                                    | NU                                   | 9                                    |                                      |                                      | 37     | 11      |
| 2023 | Scuderia AlphaTauri          | AlphaTauri AT04       | Honda RBPH RBPTH0001           | Bahrajn                              | Arabia Saudyjska                     | Australia                            | Azerbejdżan                          | Stany Zjednoczone                    | Monako                               | Hiszpania                            | Kanada                               | Austria                              | Wielka Brytania                      | Węgry                                | Belgia                               | Holandia                             | Włochy                               | Singapur                             | Japonia                              | Katar                                | Stany Zjednoczone                    | Meksyk                               |                                      | Stany Zjednoczone                    |                                      |                                      |                                      | 6      | 17      |
| 2023 | Scuderia AlphaTauri          | AlphaTauri AT04       | Honda RBPH RBPTH0001           | –                                    | –                                    | –                                    | –                                    | –                                    | –                                    | –                                    | –                                    | –                                    | –                                    | 13                                   | 16                                   | WYC                                  | –                                    | –                                    | –                                    | –                                    | 15                                   | 7                                    | 13                                   | 14                                   | 11                                   |                                      |                                      | 6      | 17      |
| 2024 | Visa Cash App RB F1 Team     | Racing Bulls VCARB 01 | Honda RBPH                     | Bahrajn                              | Arabia Saudyjska                     | Australia                            | Japonia                              |                                      | Stany Zjednoczone                    | Emilia-Romania                       | Monako                               | Kanada                               | Hiszpania                            | Austria                              | Wielka Brytania                      | Węgry                                | Belgia                               | Holandia                             | Włochy                               | Azerbejdżan                          | Singapur                             | Stany Zjednoczone                    | Meksyk                               |                                      | Stany Zjednoczone                    | Katar                                |                                      | 12     | 17      |
| 2024 | Visa Cash App RB F1 Team     | Racing Bulls VCARB 01 | Honda RBPH                     | 13                                   | 16                                   | 12                                   | NU                                   | NU11                                 | 154                                  | 13                                   | 12                                   | 8                                    | 15                                   | 9                                    | 13                                   | 12                                   | 10                                   | 12                                   | 13                                   | 13                                   | 18                                   | -                                    | -                                    | -                                    | -                                    | -                                    | -                                    | 12     | 17      |

‡ – Przyznano połowę punktów, gdyż zostało przejechane mniej niż 75% wyścigu.

### Podsumowanie
| Sezon | Seria                                   | Zespół                       | Starty           | P1               | PP               | NO               | Podium           | Punkty           | Pozycja          |
| ----- | --------------------------------------- | ---------------------------- | ---------------- | ---------------- | ---------------- | ---------------- | ---------------- | ---------------- | ---------------- |
| 2005  | Australijska Formuła Ford Western       | Privateer                    | 3                | 0                | 0                | ?                | 0                | 74               | 8                |
| 2006  | Azjatycka Formuła BMW                   | Eurasia Motorsport           | 19               | 2                | 3                | 3                | 12               | 231              | 3                |
| 2006  | Brytyjska Formuła BMW                   | Motaworld Racing             | 2                | 0                | 0                | 0                | 0                | 3                | 20               |
| 2006  | Finał Formuły BMW                       | Fortec Motorsport            | 1                | 0                | 0                | 0                | 0                | N/A              | 5                |
| 2007  | Włoska Formuła Renault                  | RP Motorsport                | 14               | 0                | 0                | 0                | 0                | 196              | 6                |
| 2007  | Europejska Formuła Renault              | RP Motorsport                | 4                | 0                | 0                | 0                | 0                | 0                | NS               |
| 2008  | Zachodnioeuropejska Formuła Renault 2.0 | SG Formula                   | 15               | 8                | 9                | 7                | 11               | 192              | 1                |
| 2008  | Europejska Formuła Renault 2.0          | SG Formula                   | 18               | 6                | 5                | 5                | 7                | 136              | 2                |
| 2008  | Formuła 3 Euroseries                    | SG Formula                   | 2                | 0                | 0                | 0                | 0                | N/A              | NS†              |
| 2008  | Masters of Formula 3                    | SG Formula                   | 1                | 0                | 0                | 0                | 0                | N/A              | NS               |
| 2009  | Brytyjska Formuła 3                     | Carlin Motorsport            | 20               | 7                | 6                | 5                | 13               | 275              | 1                |
| 2009  | Masters of Formula 3                    | Carlin Motorsport            | 1                | 0                | 0                | 0                | 0                | N/A              | NS               |
| 2009  | Formuła Renault 3.5                     | Tech 1 Racing                | 2                | 0                | 0                | 0                | 0                | 0                | 34               |
| 2009  | Grand Prix Makau                        | Carlin                       | 1                | 0                | 0                | 0                | 0                | N/A              | NS               |
| 2010  | Formuła Renault 3.5                     | Tech 1 Racing                | 16               | 4                | 8                | 5                | 8                | 136              | 2                |
| 2010  | Formuła 1                               | Scuderia Toro Rosso          | Kierowca testowy | Kierowca testowy | Kierowca testowy | Kierowca testowy | Kierowca testowy | Kierowca testowy | Kierowca testowy |
| 2011  | Formuła Renault 3.5                     | I.S.R. Racing                | 12               | 1                | 2                | 3                | 6                | 144              | 5                |
| 2011  | Formuła 1                               | Scuderia Toro Rosso          | Kierowca testowy | Kierowca testowy | Kierowca testowy | Kierowca testowy | Kierowca testowy | Kierowca testowy | Kierowca testowy |
| 2011  | Formuła 1                               | HRT F1 Team                  | 11               | 0                | 0                | 0                | 0                | 0                | 27               |
| 2012  | Formuła 1                               | Scuderia Toro Rosso          | 20               | 0                | 0                | 0                | 0                | 10               | 18               |
| 2013  | Formuła 1                               | Scuderia Toro Rosso          | 19               | 0                | 0                | 0                | 0                | 20               | 14               |
| 2014  | Formuła 1                               | Infiniti Red Bull Racing     | 19               | 3                | 0                | 1                | 8                | 238              | 3                |
| 2015  | Formuła 1                               | Infiniti Red Bull Racing     | 19               | 0                | 0                | 3                | 2                | 92               | 8                |
| 2016  | Formuła 1                               | Red Bull Racing              | 21               | 1                | 1                | 4                | 8                | 256              | 3                |
| 2017  | Formuła 1                               | Red Bull Racing              | 20               | 1                | 0                | 1                | 9                | 200              | 5                |
| 2018  | Formuła 1                               | Aston Martin Red Bull Racing | 21               | 2                | 2                | 4                | 2                | 170              | 6                |
| 2019  | Formuła 1                               | Renault F1 Team              | 21               | 0                | 0                | 0                | 0                | 54               | 9                |
| 2020  | Formuła 1                               | Renault F1 Team              | 17               | 0                | 0                | 2                | 2                | 119              | 5                |
| 2021  | Formuła 1                               | McLaren F1 Team              | 22               | 1                | 0                | 1                | 1                | 115              | 8                |
| 2022  | Formuła 1                               | McLaren F1 Team              | 22               | 0                | 0                | 0                | 0                | 37               | 11               |
| 2023  | Formuła 1                               | Scuderia AlphaTauri          | 7                | 0                | 0                | 0                | 0                | 6                | 17               |
| 2024  | Formuła 1                               | Visa Cash App RB F1 Team     | 18               | 0                | 0                | 1                | 0                | 12               | 14*              |